# نیکولا نوتاری
نیکولا نوتاری (ایتالیایی: Nicola Notari) فیلم‌بردار و کارگردان اهل ایتالیا و همسر الویرا نوتاری کارگردان زن ایتالیایی بود.
از فیلم‌های او می‌توان به ایتالیا بیدار گشته است اشاره کرد.